# Uttendorf (kraj związkowy Salzburg)
Uttendorf – gmina w Austrii, w kraju związkowym Salzburg, w powiecie Zell am See. Według Austriackiego Urzędu Statystycznego liczyła 2872 mieszkańców (1 stycznia 2015).